# Святвечір у Сибіру
Святвечір у Сибіру (пол. Wigilia na Syberii) — олійна картина Яцека Мальчевського, написана в 1892 році. Нині твір знаходиться в колекції Національного музею в Кракові . Картина була інспірацією для Яцека Качмарського до написання однойменної поеми в 1980 році та для сцени у фільмі Анджея Вайди Катинь.